# Metoda dielektryczna
Metoda dielektryczna – metoda oznaczania zawartości wody i suchej substancji w produktach spożywczych. Wykorzystuje ona zjawisko zmiany pojemności kondensatora przy zmianie substancji (dielektryka) umieszczonego między okładkami kondensatora. Polega ona na badaniu (pomiarze) pojemności elektrycznej kondensatora z badaną próbką umieszczoną między jego okładkami. Produkty roślinne o różnej zawartości wody mają różną przenikalność dielektryczną.